# Бела-Црква (община)
Бела-Црква (серб. Бела Црква) — община в Сербии, входит в Южно-Банатский округ автономного края Воеводина.
Население общины составляет 19 009 человек (2007 год), плотность населения составляет 54 чел./км². Занимаемая площадь — 353 км², из них 76,7 % используется в промышленных целях.
Административный центр общины — город Бела Црква. Община Бела Црква состоит из 14 населённых пунктов, средняя площадь населённого пункта — 25,2 км².

## Статистика населения общины
| Год  | Население, чел. |
| ---- | --------------- |
| 1991 | 21 610          |
| 2001 | 20 512          |
| 2002 | 20 363          |
| 2003 | 20 181          |
| 2004 | 19 949          |
| 2005 | 19 664          |
| 2006 | 19 321          |
| 2007 | 19 009          |

## Этническая структура
По переписи населения Сербии 2002 года основные этнические группы в общине:
- сербы — 76,85 %;
- румыны — 5,4 %;
- чехи — 3,99 %;
- цыгане — 3,03 %;
- венгры — 2,25 %;
- югославы — 1,38 %.

## Населённые пункты
На территории общины расположены 14 населённых пунктов — город Бела-Црква и 13 сёл: Банатска-Паланка, Банатска-Суботица, Врачев-Гай, Гребенац, Добричево, Дупляя, Кайтасово, Калуджерово, Крушчица, Кусич, Црвена-Црква, Чешко-Село и Ясеново.

## Образование
В 2003—2004 учебном году на территории общины было 13 основных и 4 средних школы, в то время (2003—2004 гг.), там обучались 1847 учеников в основных школах и 677 учеников в средних.

## Известные уроженцы и жители
- Карл Зонклар (1816—1885) — австрийский географ.